# Трекастаньї
Трекастаньї (італ. Trecastagni, сиц. Triccastagni) — муніципалітет в Італії, у регіоні Сицилія,  метрополійне місто Катанія.
Трекастаньї розташоване на відстані близько 530 км на південний схід від Рима, 165 км на схід від Палермо, 12 км на північ від Катанії.
Населення — 10 918 осіб (2014).
Щорічний фестиваль відбувається 6 грудня e 10 травня. Покровитель — святий Миколай.

## Демографія
Населення за роками:

Станом на 1 січня 2023 року в муніципалітеті офіційно проживало 220 іноземців з 33 країн, серед них 74 громадяни країн Євросоюзу та 8 громадян України.

## Сусідні муніципалітети
- Педара
- Сан-Джованні-ла-Пунта
- Віагранде
- Цафферана-Етнеа